# African Queen (Schiff)
Die African Queen war ein Öltankschiff unter der Flagge von Liberia. Es wurde 1955 gebaut. Das Schiff war 180 m lang, hatte eine Breite von 22 m und war mit 13.800 BRT vermessen.

## Untergang
Das Schiff befand sich mit einer Ladung Schweröl auf dem Weg von Cartagena, Kolumbien, nach Paulsboro, New Jersey. Aufgrund eines Navigationsfehlers lief es am 30. Dezember 1958 auf eine Sandbank auf und zerbrach. Das nahe gelegene Seebad Ocean City erlitt viele Jahre lang wirtschaftliche Einbußen, da der Strand durch das Öl kontaminiert worden war.